# Кармцов-Валмов
Кармцов-Валмов (њем. Carmzow-Wallmow) општина је у њемачкој савезној држави Бранденбург. Једно је од 34 општинска средишта округа Укермарк. Према процјени из 2010. у општини је живјело 692 становника. Посједује регионалну шифру (AGS) 12073093.

## Географски и демографски подаци
Кармцов-Валмов се налази у савезној држави Бранденбург у округу Укермарк. Општина се налази на надморској висини од 62 метра. Површина општине износи 31,9 km². У самом мјесту је, према процјени из 2010. године, живјело 692 становника. Просјечна густина становништва износи 22 становника/km².

## Међународна сарадња
| Мјесто      | Држава     | Врста сарадње | Од    |
| ----------- | ---------- | ------------- | ----- |
| Похвистнево | Русија     | партнерство   | 1997. |
|             | Пољска     | партнерство   | 1990. |
|             | Швајцарска | пријатељство  | 2000. |
| Извор       |            |               |       |